# インド中華

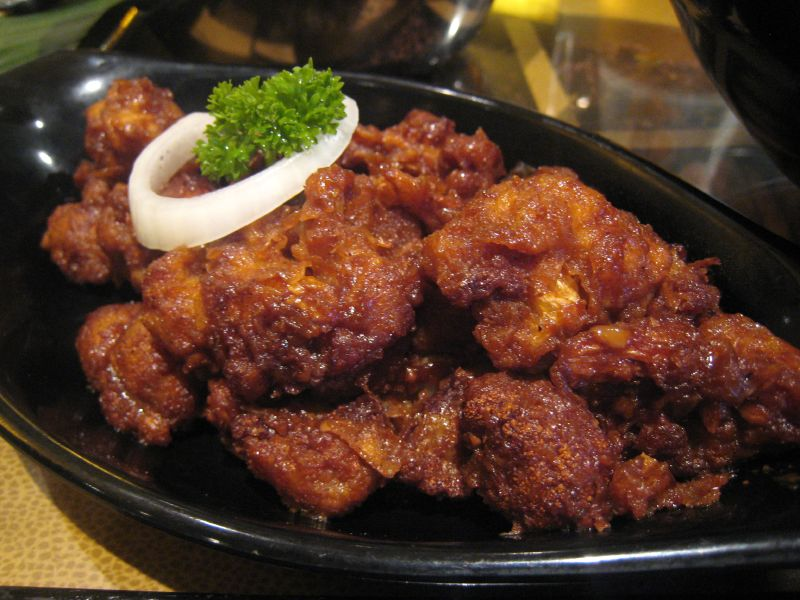
ゴビ・マンチュリアン

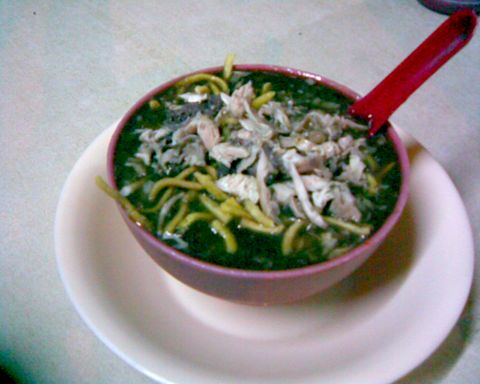
マンチョウスープ

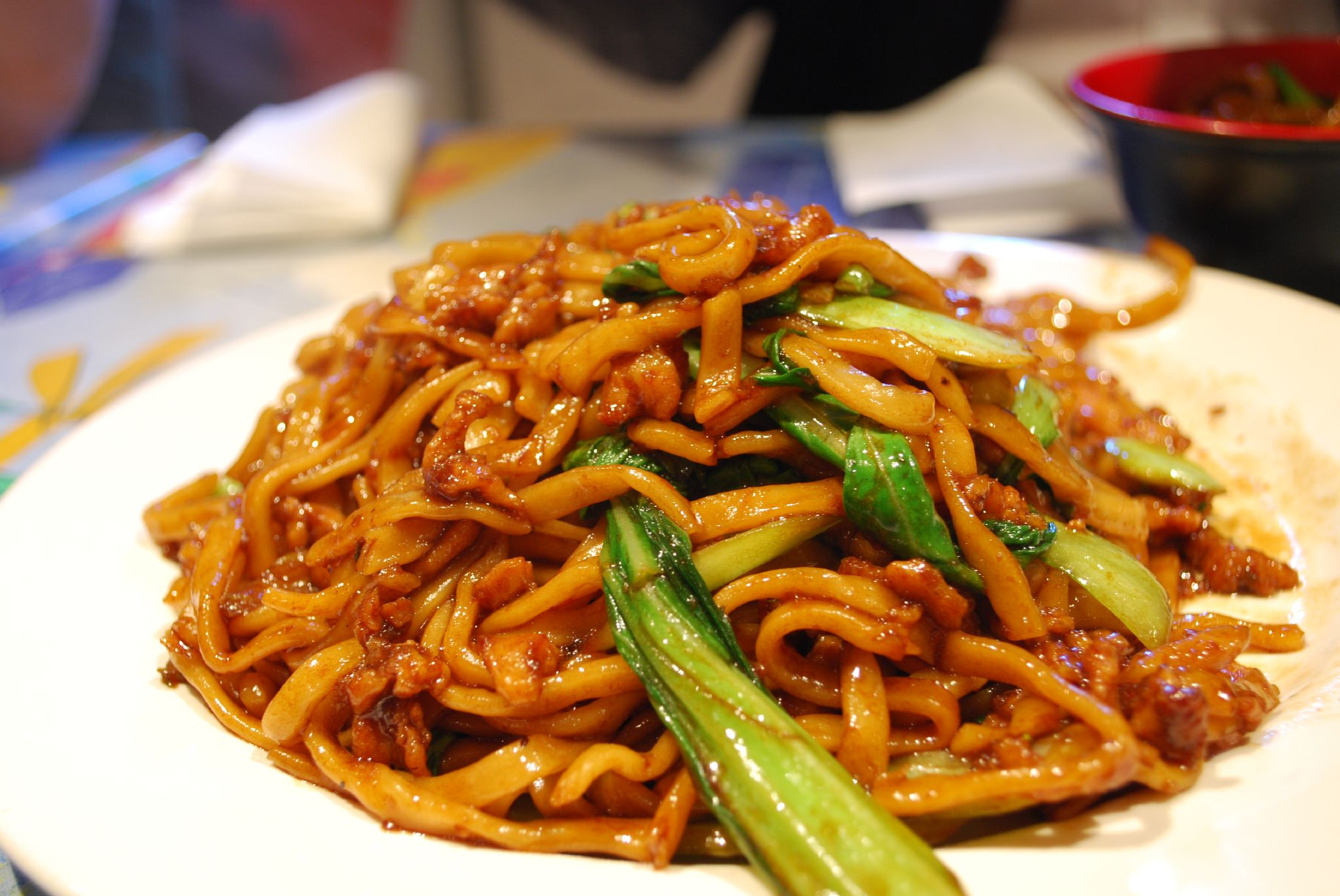
チャウメン

インド中華（インドちゅうか、英語: Indian Chinese cuisine、インディアン中華、インド式中国料理）とは、インド料理のなかの中華料理を指す。具体的には、インド風にアレンジされたチャーハンやチャウメン、チャプスイ、エビチリ、あるいは「マンチュリアン（満洲風）」「シェズワン（四川風）」などと中国の地名が名前につく料理を指す。

## 概要
インド現地では大衆料理店や屋台、現地外ではインド料理店で主に食べられる。
料理の傾向として、ニンニク・ショウガ・醤油・唐辛子・チリソースなどインドで中華料理の特徴とみなされる調味料を使うこと、中華鍋を使うこと、ベジタリアン料理と親和性が高く、まれに肉を使う場合は鶏肉を主に使うこと、などが挙げられる。色は赤や茶、味は辛くて脂っこいものが多い。インド料理特有のマサラなどの香辛料は、使うとも、使わないとも言われる。
主なメニューに以下がある。
- チャーハン[7] - 「フライドライス（英語版）」とも呼ばれる[4]。米はバスマティライスを使う場合が多い[2]。
- チャウメン[7] - 「焼きそば」とも和訳される[1][4]。
- チャプスイ[7]
- 客家ヌードル（ハッカヌードル）[11]
- 春巻き（スプリングロール）[5]
- エビチリ[12]（チリ・プラウン）
- チリ・チキン
- チリ・パニール[11]
- レモンチキン[13]
- マンチョウスープ[2]

## マンチュリアン
「チキン・マンチュリアン」（満洲風チキン）、「ゴビ・マンチュリアン」（満洲風カリフラワー）などの料理。青トウガラシ・ニンニク・ショウガ、醤油などをベースにしたグリーンチリソースを用いる。実際の満洲料理とは別物。
1970年代、コルカタ在住の華人3世の料理人ネルソン・ワンが、ムンバイ（ボンベイ）で中華料理店を開いた際に創作料理に名付けたのが発祥とされる。インドでは、素材名の前後にインド国外の有名な地名を付けて本場感を出し、それらしいメニュー名でアピールすることはよくある。

## シェズワン
「シェズワン・ドーサ」など、赤トウガラシ・山椒・ニンニク・酢をベースにしたインド中華独自のチリソース「シェズワン・ソース」をかけた各種料理。「シェズワン」(Schezwan) は「四川」の英語読みの転訛だが、四川料理とは別物。
1970年代、ムンバイのタージマハル・ホテルの中華料理店「ゴールデンドラゴン」が四川から招聘した料理人の料理が由来とされる。

## 歴史

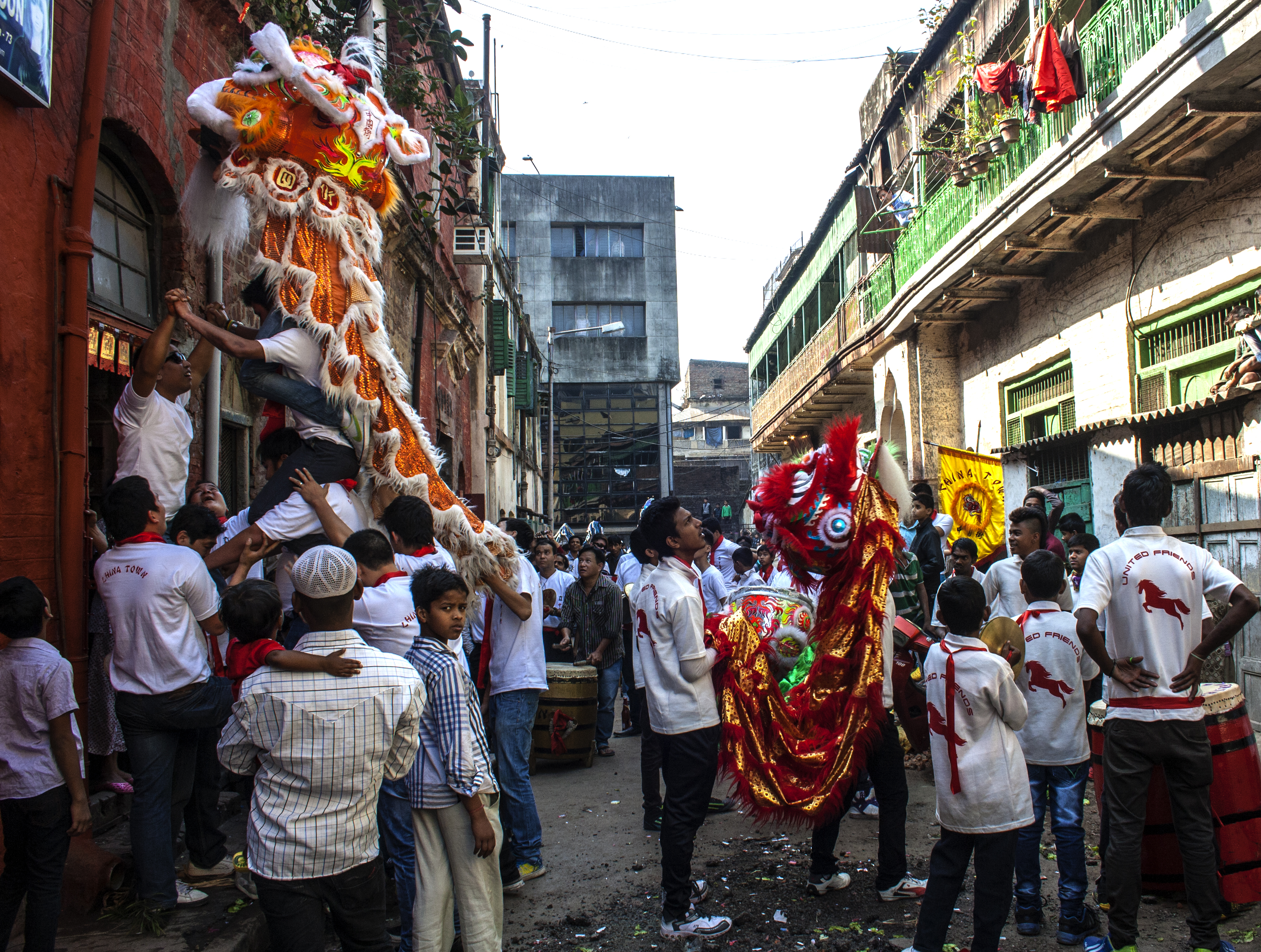
コルカタのチャイナタウン、2014年

インド中華が生まれた背景には、中印関係やインドの華人だけでなく、現地の飲食業界や、アメリカ風中華料理の存在もある。その歴史は未解明な部分が多いが、おおよそ以下のようなものと推定される。
18世紀末、イギリス東インド会社により国際都市となったコルカタに、インド初の華人コミュニティが形成された。1912年に中華民国が成立すると、華人が増加し、1920年コルカタを皮切りに、英領インド各地に華人経営の中華料理店ができた。コルカタにある「欧州飯店」（Eau Chew Restaurant）は、インド現存最古の華人経営の中華料理店である。第二次大戦中、連合国軍がインドに駐留すると、アメリカ風中華料理のチャプスイも伝わった。
1950年代後半から、チベット問題や中印国境紛争により中印関係が悪化すると、華人人口が下降し、華人経営の中華料理店も減少し始め、本場の中華料理が消えていった。その中でガラパゴス化が進み、独特の「インド中華」が形成された。以降1970年代までに、上記の「マンチュリアン」「シェズワン」が生まれた。
20世紀末から21世紀には、中印関係は相変わらず悪いものの、1988年のラジーヴ・ガンディー訪中をはじめ関係回復の兆候がある。そのような背景のもと、2017年の調査によれば、インド諸都市の料理店のうち約37％が中華料理を提供をしている。IT企業が多いバンガロールで特に人気とも言われる。家庭向け調味料ブランドChing's Secretも普及している。また、関係改善により本場の中華料理が再び知られるようになり、「本格中華」（オーセンティック・チャイニーズ）を謳う店も増えている。